# Черемхово (Томская область)
Черемхово — деревня в Чаинском районе Томской области, Россия. Входит в состав Усть-Бакчарского сельского поселения.

## География
Расположена на правом берегу реки Парбиг, в 25 километрах к юго-западу от центра сельского поселения — села Усть-Бакчар.

## История
Возник в 1930-е годы как спецпереселенческий поселок. По данным на 1938 год посёлок относился к Бундюрской поселковой комендатуре, в нём размещалось 334 семьи спецпереселенцев, в том числе 77 мужчин, 94 женщины и 163 ребёнка до 16 лет.

## Население
| 1938 | 1940 | 1956 | 1995 | 1996 | 1997 | 1998 |
| ---- | ---- | ---- | ---- | ---- | ---- | ---- |
| 334  | ↘323 | ↘137 | ↗140 | ↘133 | ↘131 | ↘104 |
| 1999 | 2002 | 2010 | 2012 | 2013 | 2014 | 2015 |
| ↘95  | ↘58  | ↘27  | →27  | ↘26  | ↘25  | →25  |
| 2021 |      |      |      |      |      |      |
| ↘22  |      |      |      |      |      |      |

Национальный состав
Согласно результатам переписи 2002 года, в национальной структуре населения русские составляли 88 %.